# Festival panafricain du cinéma et de la télévision de Ouagadougou 1995
Le FESPACO 1995 est la 14e édition du Festival panafricain du cinéma et de la télévision de Ouagadougou. Il se déroule du 25 février au 4 mars 1995 à Ouagadougou au Burkina Faso.
Le thème de cette édition est « Cinéma et histoire de l’Afrique ».
Le film Guimba de Cheick Oumar Sissoko décroche l'Étalon de Yennenga.

## Contexte
Gaston Kaboré indique qu'il y a moins d'un siège de cinéma pour 100.000 habitants et que l'Afrique produit cinquante films par an, « qui ne sont même pas vus sur le continent africain », mais complète qu'il y a une quinzaine de salles à Ouagadougou.
En février 1994, des cinéastes réunis à Ouagadougou sous l'égide de la FEPACI pour un atelier international organisé à l'occasion du 25e anniversaire du Fespaco lancent un appel à leurs homologues de tout le continent pour la conservation de la mémoire filmique en déposant leurs films à la cinémathèque panafricaine inaugurée à l'occasion de cette 14e édition. Dans leur déclaration, les cinéastes, étant donné « le rôle historique des festivals, recommandent l'intensification de la concertation entre eux et demandent aux gouvernements d'oeuvrer toujours plus pour garantir les intérêts matériels et moraux de ces manifestations ».
Lors de cet atelier, les cinéastes décident aussi de marquer le centenaire du cinéma par différentes activités durant le Fespaco. Dans le catalogue, Ousmane Sembène indique que « si les films ethnographiques nous choquent, ce ne sont pas les images mais les commentaires qui les accompagnent ». Il ajoute : « Si nous n'avons pas à nous gêner de ce qui a été fait avant nous, nous avons à l'assumer, le digérer, le dépasser ».
Également décidé durant cet atelier, un ouvrage collectif L'Afrique et le centenaire du cinéma rend compte de « la pensée, les points de vue, les opinions et la vision propres des Africains sur le cinéma ». Il est publié avec le soutien de l’État du Burkina Faso, l'Union européenne, le PNUD-Ouagadougou, le CNC et le Centro Orientamento Educativo (it) de Milan. Ses articles sont gracieusement offerts par les auteurs ayant répondu à l'appel lancé par la FEPACI. Il est précédé d'une préface d'Ousmane Sembène où il écrit : « Une nouvelle génération de cinéastes s'exprimant avec beaucoup de volonté, maîtrisant superbement la technique, a vu le jour. Une relève. », et conclut : « En Afrique, enfin, nous sortons du temps du mégotage pour aborder le vrai cinéma africain ».
En 1994, la cinémathèque africaine est affiliée à la Fédération internationale des archives du film (FIAF), une marque de reconnaissance pour le Fespaco mais aussi pour Ouagadougou.
Une fondation Fespaco est créée en 1995 permettant d'encourager les investissements privés. Elle permet de faire de la publicité au festival et de récolter des fonds.

## Déroulement et faits marquants
Pour la première fois, le grand jury est divisé en jury longs métrages et jury courts métrages.
Le jury longs métrages de la 14e édition est présidé par Ousmane Sembène et comporte le cinéaste ivoirien Henri Duparc, l'acteur marocain Hassan Essakali, le professeur burkinabè Didier Ouedraogo, le musicien congolais Ray Lema, le producteur mozambicain Pedro Pimenta, la journaliste française Catherine Ruelle ainsi que Bijaye Coomar Mahdon, directeur du festival de Maurice.
Le jury courts métrages et documentaires est présidé par la romancière burkinabè Monique Ilboudo et comporte la cinéaste sud-africaine Seipati Bulane-Hopa, l'enseignant de cinéma français Dominique Avron et le programmateur canadien Cameron Bailey (en). Dans son procès verbal de palmarès, ce jury « regrette que tous les films pré-sélectionnés ne soient pas parvenus à temps à Ouagadougou et que les copies de soient pas systématiquement disponibles en français et en anglais ».
Le jury de la compétition TV/Vidéo est constitué par Djibril Diallo, Nouhoun Nignan et Daniel Thévenot.
C'est la première fois que l'Afrique du Sud, nouvellement sortie de l'apartheid, participe au Fespaco, avec une puissante délégation de 75 représentants. Elle est représentée par le groupe musical Super Queens à l'ouverture. Auparavant, l'ANC était représentée par le cinéaste Lionel Ngakane, d'ailleurs membre du jury en 1993. Le film d'ouverture est son film de 1966 sans dialogues de 29 minutes Jemima & Johnny (en), sur l'amitié entre deux enfants, l'un noir et l'autre blanc dans une rue de Londres où règne l'hostilité raciale. Une polémique est déclenchée par le fait que Nelson Mandela aurait décliné l'invitation pour ne pas entériner le coup d’État de 1987 (Thomas Sankara avait envoyé symboliquement des armes à l'ANC) alors que la Vice-ministre des Arts et de la Culture de l'Afrique du Sud Winnie Mandela est présente, contre la volonté de son mari, et reçoit un accueil conséquent en tant qu'ambassadrice du pays. Elle ne reste cependant pas longtemps.
L'inauguration de la cinémathèque africaine par le ministre de la Culture Nurukyor Claude Somda constitue un autre fait marquant du festival. Quelque 150 films y sont déposés, notamment ceux d'Ousmane Sembène. La présence pour l'inauguration du ministre français de la Culture Jacques Toubon témoigne de la forte présence de la France qui défend à cette époque l'exception culturelle face aux États-Unis. Cela fait que Nwachukwu Frank Ukadike (en), parle d'un « Fespaco dominé par l'influence française ».
En outre, le critère d'ancienneté des films en sélection est ramené de trois à deux ans dans le règlement du Fespaco et la sélection est, selon le critique Clément Tapsoba, « désormais soumise à une sélection rigoureuse confiée à une commission établie ».
Un atelier est organisé le 28 février sous l'égide de l’Union panafricaine des femmes de l’image (UPAFI), créée en 1991, et de la FEPACI. Il a pour thème Paroles et regards de femmes dans l'Afrique d'aujourd'hui. L'atelier a encouragé les femmes africaines à s'investir dans le domaine audiovisuel avec une approche critique de leur rôle, « celui-ci devant consister à s'interroger sur les vertus réelles de nos traditions et à contribuer à créer une nouvelle société pour les générations à venir ».
Des projections sont consacrées à l'image de l'Afrique dans le cinéma colonial, en complément de deux expositions. Youssef El Ftouh et Manuel Pinto montrent en effet L’Afrique au regard du cinéma colonial, basée sur une étude de plus de 350 films, qui avait été présentée à l’Institut du monde arabe en 1994.

## Sélections officielles
Sur la base du Catalogue de l'édition 1995

### Longs métrages en compétition
Vingt films de dix-sept pays sont en compétition pour l'Étalon de Yennenga. Quatre sont réalisés par des femmes.
| Titre                                    | Réalisation                  | Pays           | Minutes |
| ---------------------------------------- | ---------------------------- | -------------- | ------- |
| Confessions of a Yeoville Rapist         | Ian Kerkhof                  | Afrique du Sud | 67      |
| Youcef ou la légende du septième dormant | Mohamed Chouikh              | Algérie        | 105     |
| Haramuya                                 | Drissa Touré                 | Burkina Faso   | 90      |
| Keïta ! L'Héritage du griot              | Dani Kouyaté                 | Burkina Faso   | 90      |
| Le Grand Blanc de Lambaréné              | Bassek Ba Kobhio             | Cameroun       | 90      |
| Wariko, le gros lot                      | Fadika Kramo-Lanciné         | Côte d'Ivoire  | 97      |
| Ahlam Saghira                            | Khaled El Hagar (en)         | Égypte         | 90      |
| Marcides                                 | Yousry Nasrallah             | Égypte         | 109     |
| Le Ballon d'or                           | Cheick Doukouré              | Guinée         | 90      |
| Xime                                     | Sana Na N'Hada               | Guinée-Bissau  | 95      |
| Battle of the Sacred Tree (en)           | Wanjiru Kinyanjui (en)       | Kenya          | 80      |
| Guimba, un tyran, une époque             | Cheick Oumar Sissoko         | Mali           | 83      |
| À la recherche du mari de ma femme       | Mohamed Abderrahman Tazi     | Maroc          | 88      |
| Lumière noire                            | Med Hondo                    | Mauritanie     | 102     |
| The Snake in My Bed                      | Omah Diegu                   | Nigeria        | 90      |
| Fire Eyes                                | Soraya Miré (en)             | Somalie        | 60      |
| Shida and Matatizo                       | Flora M'mbugu-Schelling (en) | Tanzanie       | 57      |
| Kawilasi                                 | Blaise Kilizou Abalo         | Togo           | 90      |
| I am the Future                          | Godwin Mawuru (en)           | Zimbabwe       | 110     |
| More Time                                | Isaac Meli Mabhiwka          | Zimbabwe       | 90      |

### Courts métrages fiction en compétition
| Titre                           | Réalisation            | Pays           | Minutes |
| ------------------------------- | ---------------------- | -------------- | ------- |
| Imbazo, The Axe                 | Mickey Madoda Dube     | Afrique du Sud | 20      |
| La Femme mariée à trois hommes  | Cilia Sawadogo         | Burkina Faso   | 6       |
| Gombélé                         | Issa Traoré            | Burkina Faso   | 25      |
| La Succession                   | Vincent Gles           | Côte d'Ivoire  | 23      |
| Minka                           | Mohamed Camara         | Guinée         | 26      |
| L'Enfant terrible               | Kadiatou Konaté        | Mali           | 11      |
| Sigida                          | Salif Traoré           | Mali           | 26      |
| A Lucy                          | Radha Rajen Jaganathen | Maurice        | 9       |
| Octobre                         | Abderrahmane Sissako   | Mauritanie     | 37      |
| le Franc                        | Djibril Diop Mambety   | Sénégal        | 44      |
| Le Symbole                      | Ahmadou Diallo         | Sénégal        | 7       |
| Maral Tanie : la seconde épouse | Mahamat Saleh Haroun   | Tchad          | 25      |
| Heritage                        | Najwa Tlili (en)       | Tunisie        | 26      |
| Perle noire                     | Nzita-Joseph Kumbela   | Zaïre          | 26      |
| Rwendo                          | Farai Sevenzo          | Zimbabwe       | 44      |

### Documentaires en compétition
| Titre                             | Réalisation                        | Pays         | Minutes |
| --------------------------------- | ---------------------------------- | ------------ | ------- |
| Le Démon au féminin               | Hafsa Zinaï Koudil (en)            | Algérie      | 95      |
| Afrique, mon Afrique              | Idrissa Ouedraogo                  | Burkina Faso | 52      |
| La Tête dans les nuages           | Jean-Marie Teno                    | Cameroun     | 37      |
| Seven Songs for Malcolm X (en)    | John Akomfrah                      | Ghana        | 52      |
| Femmes aux yeux ouverts           | Anne-Laure Folly                   | Togo         | 52      |
| Ker Jo Ouakam                     | Taïeb Louhichi                     | Tunisie      | 13      |
| Le Roi, la vache et le prisonnier | Mweze Ngangura                     | Zaïre        | 60      |
| Tango Ya Ba Wendo                 | Roger Kwami Zinga, Mirko Popovitch | Zaïre        | 52      |

### Longs métrages de la diaspora en compétition
| Titre                                                   | Réalisation             | Pays        | Minutes |
| ------------------------------------------------------- | ----------------------- | ----------- | ------- |
| Soul Survivor                                           | Stephen Williams        | Canada      | 150     |
| L'Exil de Behanzin                                      | Guy Deslauriers         | Martinique  | 90      |
| Welcome to the Terrordome                               | Ngozi Onwurah           | Royaume-Uni | 90      |
| A Litany for Survival: the Life and Work of Audre Lorde | Michelle Parkerson (en) | États-Unis  | 80      |
| A Question of Color                                     | Kathe Sandler (en)      | États-Unis  | 58      |
| Uncommon Ground                                         | Amie Williams           | États-Unis  | 60      |

### Courts métrages de la diaspora en compétition
| Saar                     | Selina Williams   | Canada      | 28 |
| Save my lost Nigga' Soul | Clement Virgo     | Canada      | 24 |
| Le Cri des Neg Mawon     | Tony Coco-Viloin  | Guadeloupe  | 27 |
| Concrete Garden          | Alrick Riley      | Royaume-Uni | 23 |
| Home away from Home      | Maureen Blackwood | Royaume-Uni | 11 |
| The Garden               | Charles Dumas     | États-Unis  | 28 |
| Henry "Box" Brown        | Patricia Khayyam  | États-Unis  | 10 |
| Little Black Panther     | Freeman Koina     | États-Unis  | 20 |

### Films sur l'Afrique du Sud
| Amok !                             | Souheil Ben Barka   | Maroc          | 28  |
| Jemima & Johnny (en)               | Lionel Ngakane (en) | Afrique du Sud | 29  |
| Jobman                             | Darrell Roodt       | Afrique du Sud | 97  |
| A World Apart                      | Chris Menges        | Royaume-Uni    | 112 |
| Une saison blanche et sèche (film) | Euzhan Palcy        | Martinique     | 106 |
| Sarafina!                          | Darrell Roodt       | Afrique du Sud | 117 |
| Taxi to Soweto                     | Manie Van Rensburg  | Afrique du Sud | 10  |
| Wheels and Deals                   | Michael Hammon (de) | Afrique du Sud | 96  |

### Longs métrages hors compétition
| Titre                                      | Réalisation                           | Pays          | Minutes |
| ------------------------------------------ | ------------------------------------- | ------------- | ------- |
| Bab El-Oued City                           | Merzak Allouache                      | Algérie       | 93      |
| Touchia, cantique des femmes d'Alger       | Rachid Benhadj                        | Algérie       | 80      |
| Milli Milli                                | Wayne Barker                          | Australie     | 53      |
| Les Derniers colons                        | Thierry Michel                        | Belgique      | 60      |
| Les Noms n'habitent nulle part             | Dominique Loreau                      | Belgique      | 76      |
| Le Cri du cœur (film, 1994)                | Idrissa Ouedraogo                     | Burkina Faso  | 82      |
| Totor                                      | Daniel Kamwa                          | Cameroun      | 90      |
| La Solution                                | Adahodou Amevi Minomekpo, Dave Powers | Côte d'Ivoire | 87      |
| Rue Princesse                              | Henri Duparc                          | Côte d'Ivoire | 86      |
| L'Enfant lion                              | Patrick Grandperret                   | France        | 86      |
| Le Voyage de Baba                          | Christine Eymeric                     | France        | 90      |
| Back Home Again                            | Kame Johnson                          | Ghana         | 110     |
| L'Homme sur les quais                      | Raoul Peck                            | Haïti         | 105     |
| Tiéfing                                    | Djibril Kouyaté                       | Mali          | 100     |
| That Fire Within                           | Jet Homoet, Simon Wilkie              | Royaume-Uni   | 62      |
| Echec et mat                               | Rachid Ferchiou                       | Tunisie       | 107     |
| Le Magique                                 | Ezzedine Fazai                        | Tunisie       | 90      |
| Perfect "B"                                | Laurence Williams                     | États-Unis    | 86      |
| W.E.B. Du Bois: A Biography in Four Voices | Louis Massiah (en)                    | États-Unis    | 120     |

### Courts métrages hors compétition
| Titre                                          | Réalisation                     | Pays                             | Minutes |
| ---------------------------------------------- | ------------------------------- | -------------------------------- | ------- |
| Speechless                                     | Stephen Coert Schmidt           | Afrique du Sud                   | 18      |
| Merci Monsieur Monet                           | Mila Gerra                      | Algérie                          | 14      |
| Capoeira                                       | Basile Sallustio                | Belgique                         | 30      |
| Port de Cotonou                                | N'Diagne Adechoubou             | Bénin                            | 32      |
| Interférences                                  | Raymond Tiendrebeogo            | Burkina Faso                     | 22      |
| L'Institut des peuples noirs, la longue marche | Dramane Deme                    | Burkina Faso                     | 26      |
| Le Karité, un arbre béni des dieux             | Gaston Kaboré                   | Burkina Faso                     | 18      |
| Naissance                                      | Cilia Sawadogo                  | Burkina Faso                     | 2       |
| Weemba                                         | Maurice Kaboré                  | Burkina Faso                     | 26      |
| Il faut que je me soigne                       | Collectif des enfants burundais | Burundi                          | 15      |
| Quel enfant !                                  | Collectif des enfants burundais | Burundi                          | 10      |
| Tenue correcte exigée                          | Amobé Mévégué                   | Cameroun                         | 20      |
| Making Change                                  | Colina Phillips                 | Canada                           | 18      |
| A Variation on the Key 2 Life                  | Stephen Williams                | Canada                           | 27      |
| Un pygmée dans la baignoire                    | Léandre-Alain Baker             | République démocratique du Congo | 13      |
| Les Falashas                                   | François Margolin               | France                           | 52      |
| Le Pari de Bintou                              | Kirsten Johnson                 | France                           | 15      |
| Paysage de l'aveugle                           | Benjamin Jules-Rosette          | Martinique                       | 28      |
| Entre l'absence et l'oubli                     | Daoud Aoulad Syad               | Maroc                            | 26      |
| Extasy                                         | Xavier Thiam                    | France                           | 8       |
| Tanun                                          | Gahité Fofana                   | Guinée                           | 54      |
| Là-bas si j'y suis                             | Hassan Legzouli                 | Maroc                            | 14      |
| Le Marchand de souvenirs                       | Hassan Legzouli                 | Maroc                            | 9       |
| Les Pierres bleues du désert                   | Nabil Ayouch                    | Maroc                            | 21      |
| Hector Anicet est mort                         | Camille Mauduech                | Martinique                       | 6       |
| Taxi-co                                        | Camille Mauduech                | Martinique                       | 6       |
| Magic of Nigeria                               | Ola Balogun                     | Nigeria                          | 29      |
| Greenhouse Rose                                | Ruth Louz                       | Pays-Bas                         | 10      |
| Iron Waltz                                     | Ruth Louz                       | Pays-Bas                         | 7       |
| Morena                                         | Marlies Louz                    | Pays-Bas                         | 8       |
| Simukai,Sstand up and be Counted               | Simon Atkins                    | Royaume-Uni                      | 55      |
| Warrior Marks                                  | Pratigha Parmar                 | Royaume-Uni                      | 54      |
| La Pirogue de ma mémoire                       | Ahmed Diop                      | Sénégal                          | 46      |
| Insan                                          | Ibrahima Chaddad                | Soudan                           | 26      |
| Un taxi pour Aouzou                            | Issa Serge Coelo                | Tchad                            | 22      |
| Le Chant du Baye Fall                          | Taïeb Louhichi                  | Tunisie                          | 20      |
| Ecrans d'Afrique                               | Taïeb Louhichi                  | Tunisie                          | 24      |
| No Loans Today                                 | Lisanne Skyler                  | États-Unis                       | 55      |
| Retribution                                    | Benmio McCrea                   | États-Unis                       | 21      |

### Compétition TV-Vidéo
Films présentés au Marché international de la télévision et du cinéma africains (MICA)
| Titre                                     | Réalisation         | Pays           |
| ----------------------------------------- | ------------------- | -------------- |
| The Line                                  | Brian Telley        | Afrique du Sud |
| L'Algérie dévoilée                        | Ali Akika           | Algérie        |
| Femmes d'islam : le voile et le silence   | Yamina Benguigui    | Algérie        |
| L'Homme et le crocodile                   | Inoussa Kinda       | Burkina Faso   |
| Soliloque du Bendré                       | Abdoulaye Dao       | Burkina Faso   |
| Sadjo la Sahélienne                       | Franceline Oubda    | Burkina Faso   |
| Roger le fonctionnaire                    | Gaston Kaboré       | Burkina Faso   |
| Le Safoutier, pourquoi pas ?              | Francis Noukiatchom | Cameroun       |
| L'Argent facile                           | Pierre N. Poumié    | Cameroun       |
| Fringes of Impossibility                  | Emmanuel Wongibe    | Cameroun       |
| Nantes, archéologie de la mémoire         | Kitia Touré         | Côte d'Ivoire  |
| Sida dans la cité                         | Franck Amblard      | Côte d'Ivoire  |
| Mista                                     | Didier Ping         | Gabon          |
| L'Auberge du Salut                        | Charles Mensah      | Gabon          |
| Time Bomb                                 | Kwabena Yeboah      | Ghana          |
| Crossroads of People, crossroads of Trade | Kwaw Ansah          | Ghana          |
| Usilie mtoto wa Africa                    | Anne Mungai         | Kenya          |
| Retrouver Oulad Moumen                    | Izza Génini         | Maroc          |
| Diallabougou Massa                        | Bakary Sangaré      | Mali           |
| You, Africa!                              | Ndiouga Moctar Ba   | Sénégal        |

## Palmarès
Source : Fespaco News du dimanche 5 mars 1995
| Prix                                                               | Lauréat                  | Film                                                                       | Pays         |
| Grand prix Étalon de Yennenga                                      | Cheick Oumar Sissoko     | Guimba, un tyran, une époque                                               | Mali         |
| Prix spécial du jury (longs métrages)                              | Mohamed Abderrahman Tazi | À la recherche du mari de ma femme                                         | Maroc        |
| Mention spéciale du jury (longs métrages)                          | Bassek Ba Kobhio         | Le Grand Blanc de Lambaréné                                                | Cameroun     |
| Prix Oumarou Ganda                                                 | Dani Kouyaté             | Keïta ! L'Héritage du griot                                                | Burkina Faso |
| Prix d'interprétation féminine                                     | Youssra                  | Marcides de Yousry Nasrallah                                               | Égypte       |
| Prix d'interprétation masculine                                    | Mohamed Ali Allalou      | Youcef ou la légende du septième dormant de Mohamed Chouikh                | Algérie      |
| Prix du meilleur scénario                                          | Khaled El Hagar (en)     | Ahlam Saghira (De petits rêves)                                            | Égypte       |
| Prix de la meilleure monteuse                                      | Kahena Attia             | À la recherche du mari de ma femme, Guimba, un tyran, une époque, Haramuya | Tunisie      |
| Prix de la meilleure collaboration artistique (costumes et décors) | Cheick Oumar Sissoko     | Guimba, un tyran, une époque                                               | Mali         |
| Prix Paul Robeson (film de la diaspora)                            | Guy Deslauriers          | L'Exil du roi Béhanzin                                                     | Martinique   |
| Prix du meilleur court métrage                                     | Djibril Diop Mambety     | Le Franc                                                                   | Sénégal      |

Prix spéciaux
| Prix                                                                           | Lauréat                          | Film                                                    | Pays          |
| Prix de l'Union Européenne (5 millions FCFA)                                   | Cheick Oumar Sissoko             | Guimba, un tyran, une époque                            | Mali          |
| Prix PNUD (Cinéma) (2,1 millions FCFA)                                         | Blaise Kilizou Abalo             | Kawilasi                                                | Togo          |
| Prix PNUD (TV/Vidéo)                                                           | Franceline Oubda, Benjamine Nama | Femmes de Boussé : survivre à tout prix                 | Burkina Faso  |
| Prix spécial Air Afrique (25 000 km de route)                                  | Cheick Oumar Sissoko             | Guimba, un tyran, une époque                            | Mali          |
| Prix UNICEF (Regard de la femme) (2 millions FCFA)                             | Anne-Laure Folly                 | Femmes aux yeux ouverts                                 | Togo          |
| Prix UNICEF (James Grant pour l'enfance) (2 millions FCFA)                     | Daniel Kamwa                     | Totor                                                   | Cameroun      |
| Prix spécial population et développement (CILSS en cinéma) (2,5 millions FCFA) | Salif Traoré                     | Sigida                                                  | Mali          |
| Prix spécial population et développement (CILSS en TV/Vidéo) (500 000 FCFA)    | non décerné                      |                                                         |               |
| Prix CILSS (Club du Sahel) (2 millions FCFA)                                   | Zara Mahamat Yacoub              | Dilemme au féminin                                      | Tchad         |
| Prix CDEAO (Intégration africaine) (2,3 millions FCFA)                         | Cheick Oumar Sissoko             | Guimba, un tyran, une époque                            | Mali          |
| Prix UIDH et Nord-Sud 21 (2 millions FCFA)                                     | Issa Traoré de Brahima           | Gombèle                                                 | Burkina Faso  |
| Prix FANAF (2 millions FCFA)                                                   | Jean-Marie Teno                  | La Tête dans les nuages                                 | Cameroun      |
| Prix de la ville de Ouagadougou (2 millions FCFA)                              | Fadika Kramo-Lanciné             | Wariko, le gros lot                                     | Côte d'Ivoire |
| Prix OUA (5 000 $US)                                                           | Cheick Oumar Sissoko             | Guimba, un tyran, une époque                            | Mali          |
| Prix OCIC (2 millions de FCFA)                                                 | Salif Traoré                     | Sigida                                                  | Mali          |
| Prix Centro Orientamento Educativo (it) (2 millions de FCFA) ex æquo           | Mohamed Camara                   | Minka                                                   | Guinée        |
| Prix Centro Orientamento Educativo (it) (2 millions de FCFA) ex æquo           | Isaac Meli Mabhiwka              | More Time                                               | Zimbabwe      |
| Prix de la CNSS (2 millions de FCFA)                                           | Mouhamadou Samaké                | Récupération et recyclage artisanal des métaux à Bamako | Mali          |
| Prix UICN (2 millions de FCFA)                                                 | Jean-Marie Teno                  | La Tête dans les nuages                                 | Cameroun      |
| Prix INALCO (Caméra H18 d'une valeur de 2,5 millions de FCFA)                  | Cheick Oumar Sissoko             | Guimba, un tyran, une époque                            | Mali          |
| Prix CNLD (2 millions de FCFA)                                                 | Pierre Nsangou Poumié            | L'Argent facile                                         | Cameroun      |
| Prix Ligue française de l'Enseignement et l'Abola (2 millions de FCFA)         | Issa Traoré de Brahima           | Gombèle                                                 | Burkina Faso  |
| Prix Central Film Laboratories (2 millions de FCFA)                            | Fadika Kramo Lanciné             | Wariko, le gros lot                                     | Côte d'Ivoire |
| Prix CFI TV (5 millions de FCFA)                                               | Kadiatou Konaté                  | L'Enfant terrible                                       | Mali          |
| Prix Télévision nationale du Burkina (2 millions de FCFA)                      | Kwaw Ansah                       | Crossroads of People, crossroads of Trade               | Ghana         |
| Prix Graine de baobab et cinéphage (500 000 FCFA)                              | Idriss Diabaté                   | Vous avez dit... peinture                               | Côte d'Ivoire |
| Prix ACCT long métrage (3 millions de FCFA)                                    | Bassek Ba Kobhio                 | Le Grand Blanc de Lambaréné                             | Cameroun      |
| Prix ACCT court métrage (2 millions de FCFA)                                   | Radha Rajen Jaganathen           | A Lucy                                                  | Maurice       |
| Prix de la Coopération du court métrage (3 millions de FCFA)                   | Bouna Medoune Seye               | Saï Saï By - dans les Tapas de Dakar                    | Sénégal       |
| Prix de la Coopération du moyen métrage (5 millions de FCFA)                   | Djibril Diop Mambety             | Le Franc                                                | Sénégal       |
| Prix de la Coopération de la série télévisuelle (mention)                      | Charles Mensah                   | L'Auberge du Salut                                      | Gabon         |

## Bilan
Lors de sa conférence de presse, Filippe Savadogo, Secrétaire permanent du Fespaco, en donne les chiffres pour l'édition 1995 : 1500 invités, 130 films inscrits, 40 stands à la rue marchande, 80 guides hôtesses, 25 hôtels et centres d'accueil mobilisés. Le Film africain indique 400 000 entrées et 3 500 professionnels dont 253 journalistes. 
Dans le catalogue du 7e Marché international de la télévision et du cinéma africains (MICA), son président Abel Nadié donne un millier de visionnements comme objectif. Sont ainsi disponibles 149 films :  12 d'Afrique du Sud, 4 de l'Algérie, 4 de Belgique, 33 du Burkina Faso, 16 du Cameroun, 1 du Congo, 15 de Côte d'Ivoire, 1 d’Éthiopie, 16 de France, 3 du Gabon, 5 du Ghana, 1 de Guinée, 1 de Guinée-Bissau, 1 d'Haïti, 1 de Jamaïque, 4 du Kenya, 9 du Mali, 1 de Mauritanie, 3 de Martinique, 4 du Niger, 2 du Nigeria, 5 du Sénégal, 1 du Tchad, 2 du Togo et 4 des États-Unis. L'apport du gouvernement burkinabè dans le budget du festival est de 165 millions de Francs CFA. Le budget est complété par la France, la Suède, le Danemark et l'Union européenne qui couvre depuis 1989 25 % du budget.
Cheick Oumar Sissoko signale que l'Étalon de Yennenga remporté par son film Guimba, un tyran, une époque ne lui a pas permis une distribution panafricaine : « Je l’ai seulement sorti au Mali, au Burkina Faso, en Côte d’Ivoire, au Bénin et au Congo Brazzaville. C’est le même problème que rencontrent tous les films Etalons ».
Lors d'une réunion lors du Southern African Film Festival d'Harare en octobre 1993, les cinéastes africains présents s'inquiétaient de « la prolifération des festivals de films africains à travers le monde qui pourrait conduire à la non-commercialisation des films africains » et « demandaient à la FEPACI de prendre des mesures pour endiguer ce flot de festivals à l'extérieur du continent ». Dans son compte-rendu du Fespaco 95 dans Ecrans d'Afrique, le critique burkinabè Clément Tapsoba regrette lui aussi que « le cinéma africain ne continue d'exister qu'à travers le circuit non-commercial constitué par les festivals et autres manifestations culturelles qui essaiment l'Europe », ce qu'il lie aussi aux petits budgets des films. Il regrette en outre « le manque de rigueur dans la sélection des films pour la compétition ».
Dans son bilan contrasté du festival dans Le Monde, Jean-Michel Frodon indique que quatre longs métrages en compétition ont connu des problèmes d'acheminement, et que « bien peu parmi les autres répondaient aux critères requis ». Il relève « quelque mauvaise humeur du jury face à une sélection hétéroclite, où se trouvaient des films que leur durée, leur nature ou leur origine auraient dû faire figurer à un autre titre ».
Un reportage pour la série Faut pas rêver sur France 3 est réalisé par Régis Michel et Yvon Bodin : Les Cinéphiles de Ouagadougou. Pour Thérèse-Marie Deffontaines, qui remarque que la population a plébiscité les films africains, « il ne le montre pas mais le public burkinabé aime aussi passionnément son cinéma ».
Le Film africain estime que « la direction du festival a su gérer son succès grandissant, à savoir l'augmentation permanente du nombre de festivaliers » : logistique d'accueil à l'aéroport, attribution des chambres d'hôtel, transport, gestion informatique des fiches d'accréditation, badges et catalogues, centre de presse sous la férule de Mouny Etienne Kaboré, bulletin quotidien bien diffusé... Il signale cependant les défauts de projection et de micro pour la présentation des réalisateurs au Centre culturel français. Ces défauts sont corroborés par le réalisateur Issa Serge Coelo qui signale que son film Un taxi pour Aouzou était attribué à un autre cinéaste et que sa copie est revenue inexploitable du fait de « rayures avancées », tandis que deux courts métrages en compétition officielle ont été déprogrammés « pour un alibi cousu de fil blanc ».
Dans le Black Film Bulletin, Gaylene Gould revient sur les débats suscités par la présence de Confessions of a Yeoville Rapist du Sud-Africain blanc Ian Kerkhof en compétition. Fallait-il le considérer comme un film africain ? Cela faisait « exploser peu à peu le concept de cinéma africain » ? Il n'empêche que pour elle, le long voyage vers le Fespaco reste comme « un pélerinage à La Mecque ».